# Die Apokalyptischen Reiter
Die Apokalyptischen Reiter (Всадники Апокалипсиса) — немецкая группа из Веймара, играющая в жанрах дэт- и фолк-метал.
Дискография коллектива включает в себя песни на немецком, английском и испанском языках.

## История группы
Немецкий квартет из Восточной Германии «Die Apokalyptischen Reiter» был создан летом 1995 года Eumel’ем и Skeletton’ом. Через несколько недель формирование состава группы было завершено с появлением клавишника Dr. Pest’а и бас-гитариста Volk-Man’а.
В мае 1996-го участники «Die Apokalyptischen Reiter» собрались в местной студии родного городка Веймар, где за 30 часов записали демопленку «Firestorm», которая разошлась в количестве 600 копий. За этим последовали первые концерты в Германии и турне по Чехии, Венгрии и Румынии.
В апреле 1997 года музыканты заключили контракт с немецким лейблом «Ars Metalli» на выпуск двух альбомов. Группа систематизировала материал, созданный в период с 1995 по 1997 год. Запись проходила на студии «Wunderbar» в течение трёх недель. В декабре 1998 года состоялся релиз дебютного альбома «Soft and Stronger», включавшего как новые записи, так и переработанные демо-версии. Тираж в 7000 копий был полностью распродан. Особую ценность релизу придал логотип, созданный Alf Svensson - известным художником, тату-мастером и бывшим гитаристом At The Gates.
В августе 1998-го группе пришла идея сделать виниловую семидюймовку. Для этого была выбрана студия «Sound Forge» недалеко от Берлина. На диске был представлен новый трек «Dance With Me», а также кавер диско-хита 70-х «Dschinghis Khan». Однако, при прессовке звук значительно ухудшился, а заказанный кроваво-красный винил оказался бледно-розовым. Но отпечатанные 1000 копий все равно полностью разошлись за 3 недели.
В феврале 1999-го группа выпустила свой второй студийный альбом «Allegro Barbaro». Запись и сведение заняли на этот раз около трёх месяцев. Оформляли диск самостоятельно. Ко всему прочему, в конце мая также издали альбом и на виниле.
В конце 1999-го был заключен новый контракт, с голландским лейблом «Hammerheart».
Вскоре после подписания контракта в силу личных причин из группы ушёл Skeletton. Но группе повезло, и нового ударника они искали недолго. Вакансию занял талантливый 19-летний барабанщик Sir G. В сентябре 2000 года увидел свет новый альбом под названием «All You Need is Love». Выпустив его и немного отдохнув, группа провела в 2001 году своё первое полноценное 3-недельное турне вместе с группой Macabre, посетив Голландию, Бельгию, Чехию, Австрию, Италию и Швейцарию, не обойдя вниманием и своих соотечественников (второй Wacken в истории группы). Однако группа взяла тайм-аут в связи с травмой руки гитариста Eumel’я.
В 2002 году из-за травм руки у гитариста Fuchs’а (ранее называвшего себя Eumel) и барабанщика Sir.G группа вновь берёт небольшой перерыв. Несколько концертов проходят при участии сессионного барабанщика Tim’а (Adorned Brood). Так как травму Fuchs’а невозможно было вылечить, он решает прекратить свою гитарную деятельность на сцене. Как сессионный гитарист к группе присоединяется Pitrone.
В этом же году группа снова меняет лейбл, подписав контракт на выпуск нескольких дисков с «Nuclear Blast», а весной 2002-го музыканты начали работать над четвёртым альбомом под рабочим названием «Everything Is True — Have A Nice Trip». Музыканты не заставили себя ждать и «Have a nice trip» появился в продаже в апреле 2003-го. Альбом вывел команду на новый уровень и стал первым релизом группы, попавшим в немецкие чарты (95-я позиция).
«Die Apokalyptischen Reiter» отыграли более 80 концертов, включая масштабные выступления в Германии (Wacken, With Full Force, Summerbreeze), европейское турне с «Marduk», «Testament» и «Death Angel», а также совершили рождественский тур с «Subway to Sally».
В 2004 году состоялось грандиозное событие в истории группы — первое турне, где группа выступала в роли хэдлайнеров (Powernights). В мае группа пришла на студию в Веймаре, чтобы сделать первые пробные записи для нового альбома «Samurai». Сессионный гитарист Pitrone становится постоянным участником группы. Музыканты отправляются в Данию на студию Antfarm, чтобы там продолжить запись альбома под руководством продюсера Tue Madsen. Релиз Samurai пришёлся на 08 ноября 2004. Первый клип на песню «Eruption» уже показан в эфире канала Viva!

## Дискография

### Альбомы
- 1996 Firestorm (демо)
- 1997 Soft and Stronger
- 1999 Allegro Barbaro
- 2000 All You Need Is Love
- 2003 Have a Nice Trip
- 2004 Samurai
- 2006 Riders on the Storm
- 2008 Licht
- 2009 Adrenalin (Лайв, прилагающийся к сентябрьскому (2009) номеру журнала Metal Hammer)
- 2011 Moral & Wahnsinn
- 2014 Tief.Tiefer
- 2017 Der Rote Reiter
- 2021 The Divine Horsemen
- 2022 Wilde Kinder

### DVD
- 2006 Friede Sei Mit Dir (DVD)
- 2008 Tobsucht (DVD)
- 2008 Licht (Bonus DVD)

### EP
- 1998 Dschinghis Khan (EP)
- 2008 Der Weg (EP)

## Состав

### Текущий состав
- Fuchs — вокал (чистый и гроулинг), гитара
- Volk-Man — бас-гитара, вокал (скриминг)
- Dr. Pest — клавишные, синтезатор
- Sir G. — ударные
- Ady — гитара

### Бывшие участники
- Skeleton — ударные, вокал (скриминг)
- Pitrone — гитара
- Lady Cat-Man — гитара